# Republik Haifa
Die Republik Haifa ist ein konzeptioneller Vorschlag für einen gemeinsamen binationalen Staat, der  Israel und die derzeit von Israel besetzten palästinensischen Gebiete umfasst. Sie ist ein hypothetischer politischer Vorschlag zur Lösung des israelisch-palästinensischen Konflikts, der von dem deutsch-israelischen Philosophen Omri Boehm vorgeschlagen wurde. Der Vorschlag zielt darauf ab, eine alternative Lösung zum traditionellen Zweistaatenmodell zu präsentieren, das aufgrund verschiedener politischer und demografischer Herausforderungen als untragbar angesehen wird.

## Hintergrund
Die Idee der Republik Haifa wurde erstmals von Boehm in seinem Buch Israel – eine Utopie vorgestellt. Der Philosoph argumentiert, dass die Zweistaatenlösung nicht mehr realisierbar ist, da sie aufgrund der großen Zahl jüdischer Siedler in der Westbank und der wachsenden palästinensischen Bevölkerung nicht mehr tragfähig ist. Er schlägt stattdessen vor, eine binationale Föderation zu schaffen, die das von ihm so genannte israelische Kernland und die besetzten Gebiete umfasst.

## Konzept
Die Republik Haifa würde ein politisches System etablieren, das Juden und Arabern gleiche Rechte und Autonomie gewährt. Die beiden Volksgruppen genössen innerhalb ihrer jeweiligen Gebiete eine hohe Autonomie, wären aber durch eine gemeinsame Verfassung und Regierung verbunden. Die Verfassung würde Grundsätze wie die Freizügigkeit zwischen den Territorien und das Verbot der Diskriminierung festlegen.

## Philosophische Grundlagen
Boehm argumentiert, dass die Idee einer binationalen Lösung nicht im Widerspruch zum Zionismus stehe, sondern vielmehr eine Rückkehr zu den ursprünglichen Idealen des Zionismus darstelle. Er weist darauf hin, dass viele frühe Zionisten, darunter Theodor Herzl und David Ben-Gurion, binationale Modelle diskutierten und dass eine solche Lösung die beste Chance für Frieden und Gerechtigkeit biete.

## Umsetzung
Die Umsetzung der Republik Haifa würde eine erhebliche politische und gesellschaftliche Veränderung erfordern. Sie würde eine enge Zusammenarbeit zwischen Israelis und Palästinensern erfordern, um ein gemeinsames politisches System zu schaffen, das die Interessen beider Gruppen berücksichtigt. Trotz der Herausforderungen hält Boehm die Vision einer binationalen Lösung für eine Hoffnung, die sich zu verfolgen lohne.

## Reaktionen und Bewertungen
Die Idee der Republik Haifa rief gemischte Reaktionen hervor. Einige sehen sie als vielversprechende Alternative zum festgefahrenen Friedensprozess, während andere Bedenken hinsichtlich ihrer Umsetzbarkeit und praktischen Durchführung äußern. Dennoch hat die Debatte um die Republik Haifa wichtige Fragen über die Zukunft des Nahostkonflikts aufgeworfen und zu einem breiteren Diskurs über alternative Lösungen geführt.